# José Rodolfo Turnes
José Rodolfo Turnes, ou simplesmente Zé Turnes (Santo Amaro da Imperatriz, 8 de maio de 1949 – Florianópolis, 4 de agosto de 2011) foi um agricultor e político brasileiro.
Era agricultor na cidade catarinense de Santo Amaro da Imperatriz onde, de 1 de janeiro de 1993 a 31 de dezembro de 1996 e, de 2005 a 2008, exerceu a função de prefeito municipal, eleito pelo Partido do Movimento Democrático Brasileiro (PMDB).
Faleceu vítima esclerose lateral amiotrófica, no Hospital de Caridade, em Florianópolis.